# Carl Spitteler
Carl Friedrich Georg Spitteler (Liestal, 1845. április 24. – Luzern, 1924. december 29.) svájci Nobel-díjas költő. A kortárs Gyergyai Albert méltatása szerint: „Utolsó mohikánja ő talán annak a heroikus falanksznak, amely a tiszta és transzcendens germánságnak sajátos, fényes erőpróbája volt, s amelynek mély humusza Hammerfesttől Luzernig, a fjordoktól a Vierwaldstätti-tóig húzódik.” Utóbb a díjra való érdemességét többen vitatták, egy 1967-ben készült elemzés „a régmúlt tragikus dinozaurusza” névvel illeti.

## Élete
A gimnáziumot Bázelben végezte, ahol többek között Wilhelm Wackernagel és Jacob Burckhardt voltak a tanárai. 1863-ban édesapja kérésére beiratkozott a zürichi egyetem jogi karára. 1865-70 között teológiai tanulmányokat folytatott Zürichben, Heidelbergben és Bázelben. A teológusi diploma megszerzése után 1871-ben Standertskjöld tábornok meghívására Szentpétervárra költözött, hogy gyermekeinek tanítója legyen. 1879-ig maradt ebben az állásban, részben Oroszországban, részben Finnországban élve. Ez idő alatt írta Prometheus und Epimetheus című művét, amelyet hazatérve saját költségén adott ki 1881-ben Carl Felix Tandem álnéven. A könyv észrevétlen maradt, ezért Spitteler tanári állást vállalt (Neuveville, 1881-1885), majd különböző újságoknak dolgozott (Grenzpost, 1885-86; Neue Zürcher Zeitung, 1890-92).
1892-ben Luzernbe költözött, itt írta további műveit. 1900 és 1906 között jelent meg a négykötetes epikai műve, az Olympischer Frühling. Az első két kötet – Spitteler többi művéhez hasonlóan – nem aratott sikert. A második kötet megjelenése után azonban a híres zenész, Felix Weingartner egy pamfletben mutatta be a művet a német közönségnek (Carl Spitteler, ein künstlerisches Erlebnis) – ő fedezte fel Spittelert a világ számára.
Az első világháború idején a Zürichben tartott Unser Schweizer Standpunkt című beszédében kiállt a több kultúrájú Svájc mellett. A német-olasz feszültség következtében az író Svájc hagyományos bölcsességére és semlegességére, illetve a közös történelemre és állampolgárságra hivatkozva arra kérte az ország polgárait, hogy tegyék félre a két háborús félhez fűződő szimpátiájukat. 1919-ben irodalmi Nobel-díjat kapott.

## Művei
- Prometheus und Epimetheus (1881)
- Extramundana (1883)
- Schmetterlinge (1889)
- Der Parlamentär (1889)
- Literarische Gleichnisse (1892)
- Gustav (1892)
- Balladen (1896)
- Conrad der Leutnant (1898)
- Lachende Wahrheiten (1898)
- Der olympische Frühling (1900-1905)
- Glockenlieder (1906)
- Imago (1906) regény, magyar kiadás 1942
- Die Mädchenfeinde (1907)
- Meine frühesten Erlebnisse (1914)
- Prometheus der Dulder (1924)

### Magyarul
- Imago. Regény; ford. Hertelendy István; Révai, Bp., 1942